# Beaumont-du-Lac
Beaumont-du-Lac è un comune francese di 163 abitanti situato nel dipartimento dell'Alta Vienne nella regione della Nuova Aquitania.

## Società

### Evoluzione demografica
Abitanti censiti